# Marquesado de Perales
El marquesado de Perales es un título nobiliario español creado el 24 de junio de 2025 por el rey Felipe VI de España en favor de Teresa Perales, nadadora paralímpica.

## Denominación
La denominación de la dignidad nobiliaria hace referencia al apellido paterno de la primera titular, asociando el título al apellido de la misma.

## Concesión
Fue creado mediante Real Decreto 518/2025, de 24 de junio, (publicado en el BOE del 25 de junio):

«La capacidad de sobreponerse a la adversidad, la entrega a los valores del deporte y del olimpismo, el ejemplar espíritu de competición y el compromiso cívico mostrados siempre por doña María Teresa Perales Fernández merecen ser reconocidos de manera especial, por lo que, queriendo demostrarle mi Real aprecio,
Vengo en otorgarle el título de Marquesa de Perales, para sí y sus sucesores, de acuerdo con la legislación nobiliaria española.»
Felipe R.

## Marqueses de Perales
|                        | Titular                        | Periodo                |
| Creación por Felipe VI | Creación por Felipe VI         | Creación por Felipe VI |
| ---------------------- | ------------------------------ | ---------------------- |
| I                      | María Teresa Perales Fernández | 2025-actual titular    |

## Historia de los marqueses de Perales
- María Teresa Perales Fernández (n. Zaragoza, 29 de diciembre de 1975), I marquesa de Perales, Premio Princesa de Asturias de los Deportes, Premio Nacional del Deporte y dama gran cruz de la Real Orden del Mérito Deportivo.

Se casó en 2004 con el periodista Mariano Menor Pastor. Tienen un hijo, Mariano Menor Perales (n. 2010).